# Dubai Future Foundation
Офис Dubai Future Foundation — здание, напечатанное на 3D принтере. Утверждается, что это первое в мире офисное здание, полностью напечатанное на 3D-принтере.

## История
Открытие состоялось 24 мая 2016 года в городе Дубай, ОАЭ.
Проект выполнен архитектурным бюро Gensler. Конструкции и инженерию проектировали компании Thornton Tomasetti и Syska Hennessy.
Здание было построено за 17 дней. Оно имеет все удобства, характерных для традиционных сооружений, такие как электричество, воду, телекоммуникации и кондиционирование. Офис также оснащён рядом энергосберегающих функций, в том числе тонировкой окон для защиты от палящего солнца Дубая. Для строительства был использован промышленный принтер размерами 36х12х6 метров (длина, ширина, высота).
Всего на стройке было задействовано 18 человек — специалист, управляющий принтером, 7 рабочих для обработки конструкций и 10 инженеров для прокладки коммуникаций. Таким образом получилось сэкономить около 50 % на оплате труда, если сравнивать с традиционным строительством. Общая площадь здания составляет 250 м2.